# Florence Welch
Cet article court présente un sujet plus développé dans : Florence and the Machine.
Florence Welch est une musicienne, chanteuse, compositrice et productrice anglaise, née le 28 août 1986 à Camberwell (borough londonien de Southwark). Elle est la chanteuse et compositrice du groupe de rock indépendant Florence and the Machine.

## Biographie

### Jeunesse et études
Florence Leontine Mary Welch est née le 28 août 1986 à Camberwell de Nick Russell Welch, un cadre publicitaire et Evelyn Welch (née Samuels), une Américaine née à Boston et élevée à New York, qui a étudié à Harvard University et au Warburg Institute, University of London,. Evelyn est vice-chancelière de l'University of Bristol. Par sa mère, Welch a la double nationalité britannique et américaine.
Welch est la nièce du satiriste Craig Brown par l'intermédiaire de l'épouse de Brown et tante de Welch, Frances Welch, et petite-fille de Colin Welch, ancien rédacteur en chef adjoint du The Daily Telegraph et ancien chroniqueur parlementaire du Daily Mail. L'oncle maternel de Welch est l'acteur et réalisateur John Stockwell. Elle a également une sœur cadette, Grace, qui a inspiré la chanson du même nom de Welch.
Pendant sa jeunesse, Welch a été encouragée par sa grand-mère paternelle écossaise, Cybil Welch (née Russell), à poursuivre ses talents de chanteuse et de performeuse. Les grands-mères décédées de Welch ont inspiré de nombreuses chansons du premier album de Florence and the Machine, Lungs (2009). Dans sa jeunesse, Welch chantait également lors de mariages et d'enterrements familiaux. À l'âge de dix ans, elle a interprété la chanson de Yum-Yum dans The Mikado de Gilbert and Sullivan lors du service commémoratif de Colin Welch.
Les parents de Welch ont divorcé quand elle avait treize ans, et sa mère a finalement épousé leur voisin, le professeur Peter Openshaw. À cette époque, sa grand-mère maternelle, qui souffrait de trouble bipolaire, s'est suicidée.
Dans le single de Florence and the Machine de 2018, Hunger, elle a parlé pour la première fois d'un trouble alimentaire qu'elle avait adolescent. Elle a également évoqué son enfance imaginative et craintive. « J'ai appris des stratégies pour gérer cette terreur – l'alcool, la drogue, le contrôle de la nourriture... ».
Welch a été scolarisée à la Thomas's London Day School, à Battersea et a ensuite étudié à l'Alleyn's School, dans le sud-est de Londres, où elle est en réussite. Cependant, Welch avait souvent des problèmes à l'école, du fait de ses chants impromptus, et parce qu'elle chantait trop fort dans la chorale de l'école.
Malgré un amour précoce de la lecture et de la littérature, elle a été diagnostiquée avec une dyslexie, en raison de problèmes d'orthographe, ainsi qu'une dyspraxie, un trouble de la coordination développementale qui n'affecte pas sa capacité de lecture, mais causait des problèmes d'organisation,. La musique et les livres lui ont offert un répit de ce qu'elle ressentait comme une différence par rapport aux autres. « J'utilisais la lecture comme une forme d'évasion. J'étais timide et sensible, et donc la lecture m'offrait un espace sûr. ».
Après avoir quitté le secondaire et « traîné à Camberwell où je vivais, travaillant dans un bar, j'ai commencé à penser que je devais commencer à faire quelque chose de ma vie », Welch a étudié l'illustration au Camberwell College of Arts avant d'abandonner pour se concentrer sur sa musique. Initialement, elle avait l'intention de prendre une année sabbatique pour « voir où la musique irait, et puis ça a commencé à aller quelque part, alors [elle] n'est jamais retournée » à ses études.

## Filmographie
- 2020 : The Third Day (série HBO, 6 épisodes) : Veronica